# Ctenophorus tjantjalka
Ctenophorus tjantjalka är en ödleart som beskrevs av  Johnston 1992. Ctenophorus tjantjalka ingår i släktet Ctenophorus och familjen agamer. IUCN kategoriserar arten globalt som livskraftig. Inga underarter finns listade i Catalogue of Life.